# Iñapari jezik
Iñapari jezik (ISO 639-3: inp), jezik aravačke porodice kojim se služe istoimeni Indijanci Inapari u peruanskom departmanu Madre de Dios, uz rijeku Piedras. U novije vrijeme svega 4 govornika (1999 SIL).
Zajedno s još pet drugih jezika apurinã [apu] (Brazil), machinere [mpd] (Brazil), mashco piro [cuj] (Peru) i yine [pib] (Peru) čini purusku podskupinu južnomaipurskih jezika.

## Vanjske poveznice
- Ethnologue (14th)
- Ethnologue (15th)